# Pokutująca Maria Magdalena (obraz El Greca z 1597)
Pokutująca Maria Magdalena – obraz hiszpańskiego malarza pochodzenia greckiego Dominikosa Theotokopulosa, znanego jako El Greco.
W pierwszych latach pobytu w Hiszpanii El Greco namalował kilka obrazów przedstawiających Marię Magdalenę. Jednym z pierwszych było płótno znajdujące się obecnie w Worcester Art Museum, wzorowany na pierwszej wersji z Budapesztu powstałej prawdopodobnie jeszcze we Włoszech. Na wersji powstałej już w Toledo wzorowały się kolejne wersje Marii Magdaleny z Kansas City czy z Museo Cau Ferrat. W sumie artysta namalował pięć wersji Magdaleny pokutującej. Inspirację stanowił dla niego niewątpliwie obraz Tycjana Magdalena z 1535 roku.

## Opis obrazu
To jeden z najbardziej wyrazistych portretów Marii Magdaleny pokutującej ze wszystkich pięciu wersji El Greca. Piękna sylwetka świętej przedstawiona jest subtelnie na tle surowego krajobrazu. Okryta jest obszernym czerwonym płaszczem i spogląda na krucyfiks leżący na skale. Na znak pokuty prawą rękę trzyma na piersi; lewa skierowana jest w stronę czaszki, symbolu pustelników. Jej dłonie stanowią jeden z najbardziej interesujących elementów tej sceny. Magdalena ma wydłużone palce, a serdeczny i środkowy są połączone ze sobą w jeden z najbardziej charakterystycznych dla El Greca gestów. W przeciwieństwie do wcześniejszych wersji na tym obrazie nie ma karafki z olejkiem, jednego z atrybutów Magdaleny.
Barcelońska Maria Magdalena jest zupełnie odmienna od wcześniejszych. Magdalena nie jest już elegancką kobietą, ale ukazana zostaje jako pustelnik zatopiony w kontemplacji i modlitwie. Dodatkowym elementem nie występującym we wcześniejszych wersjach jest krucyfiks. Motyw został zaczerpnięty z obrazu Święty Franciszek pogrążony w modlitwie. Tło sceny jest surowe, kolory bardzo oszczędne. Czerwony płaszcz odcina się od bladej cery Magdaleny i podkreślony jest barwą kasztanowych włosów. Oświetlenie stosowane przez El Greca wzorowane jest na szkole weneckiej, choć artysta stosuje większą jaskrawość w miejscach, gdzie dochodzi światło np. na lewym ramieniu świętej. W tym obrazie El Greco tworzy już we własnym stylu.
Obraz został nabyty w Paryżu w 1894 roku przez artystę z Katalonii Santiago Rusiñola wzbudzając zainteresowanie modernistów pracami El Greca. Obecnie znajduje się w dawnym domu artysty przekształconym na muzeum Cau Ferrat.

## Inne wersje
- Pokutująca Maria Magdalena – 62 × 52,5 cm, Hispanic Society of America; w 1907 roku obraz znajdował zakupiony przez Galerie Sedelmeyer w Paryżu, w 1922 roku został podarowany Hispanic Society of America[1]. Obraz nie wymieniany jest w katalogach oraz nie występuje w katalogu muzeum.

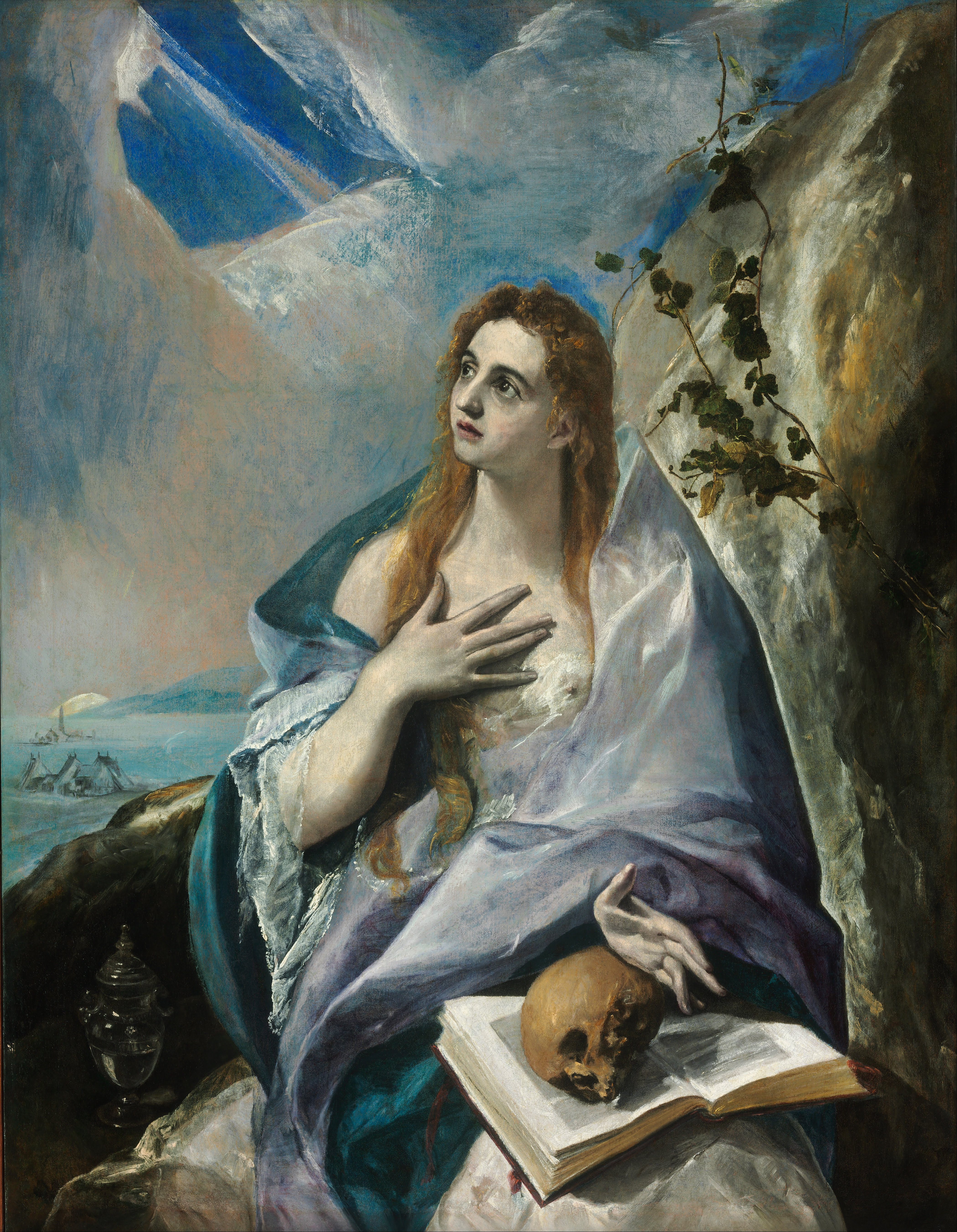
Pokutująca Maria Magdalena z 1580 (1580), 156,5 × 121 cm, Muzeum Sztuk Pięknych w Budapeszcie
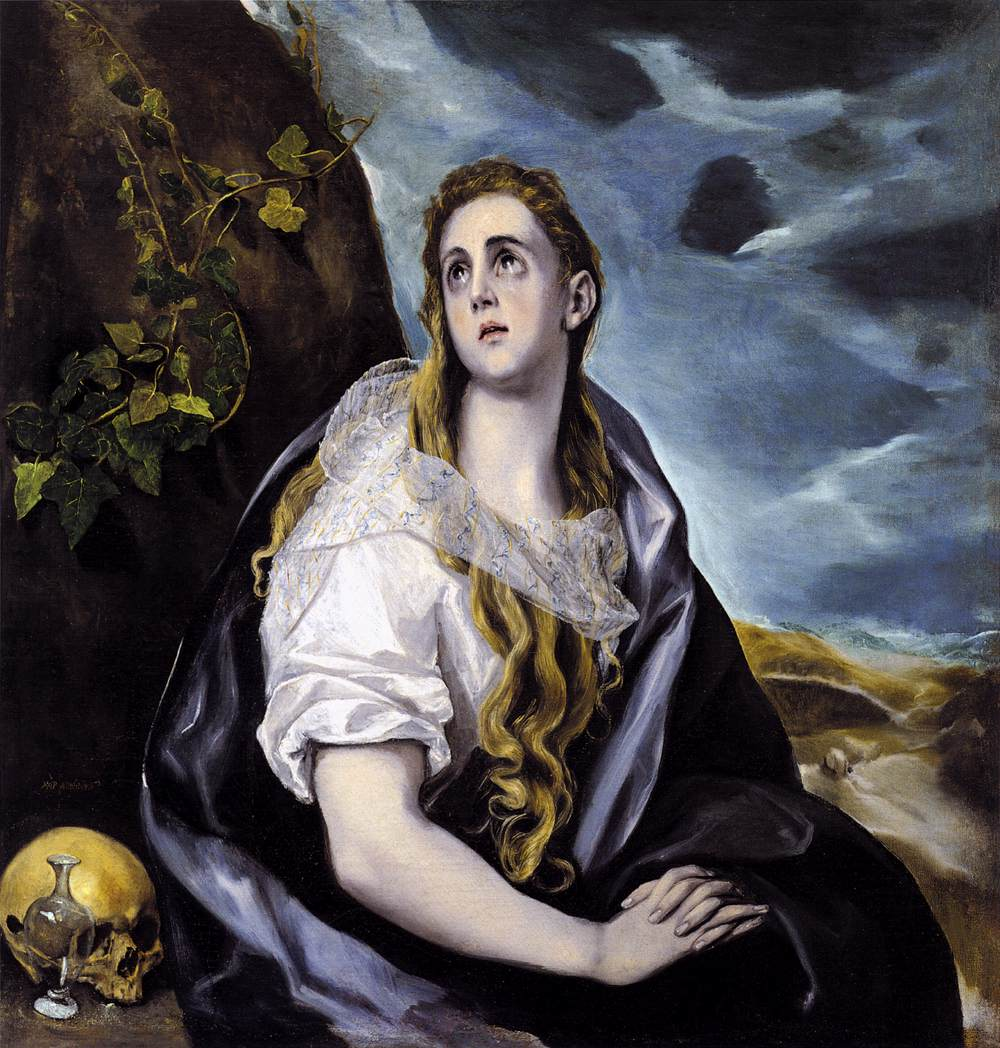
Pokutująca Maria Magdalena z 1577 (1578 – 1580), 108 × 101 cm, Worcester Art Museum
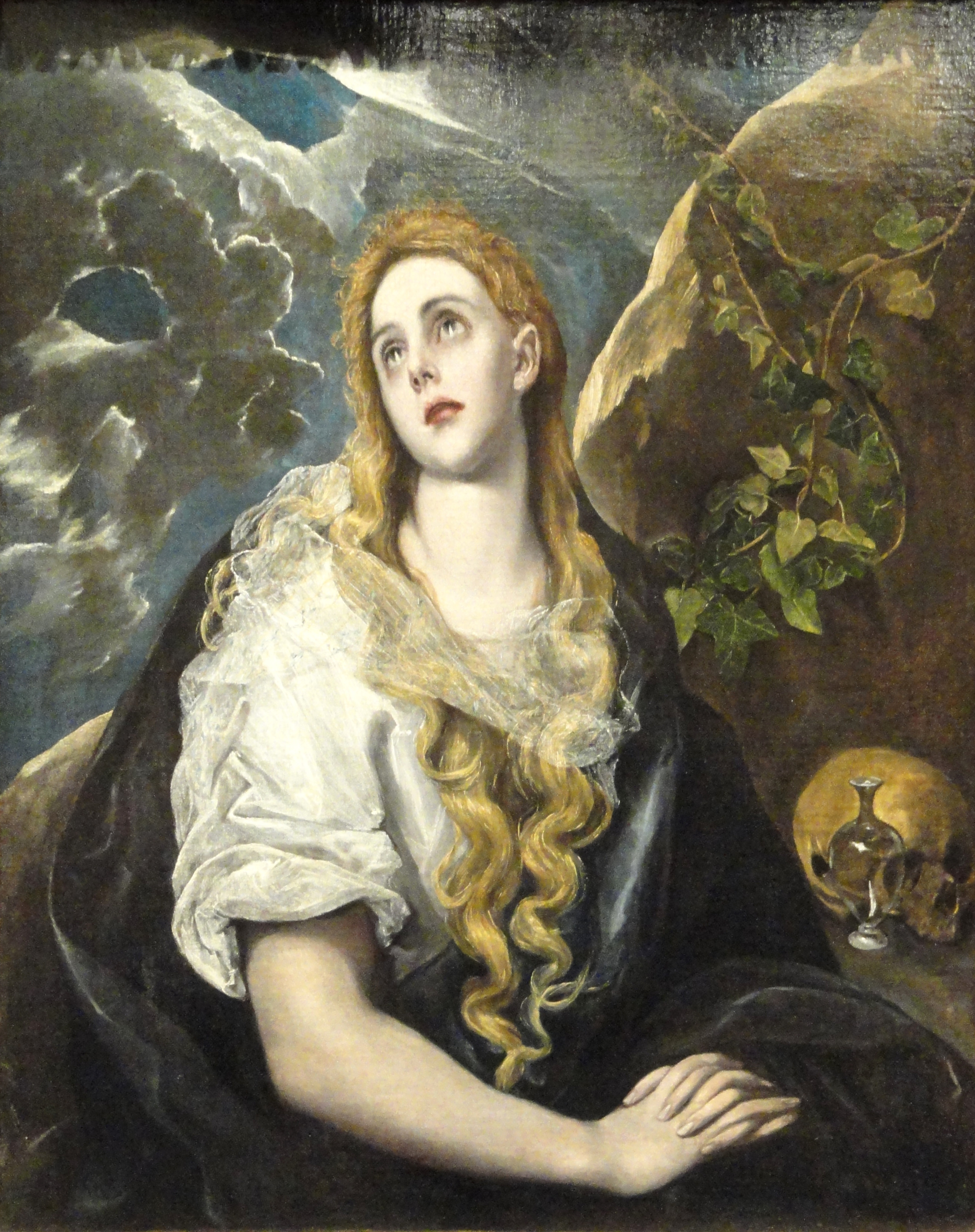
Pokutująca Maria Magdalena z 1585 (1585), 108 × 87 cm, Nelson-Atkins Museum of Art w Kansas City
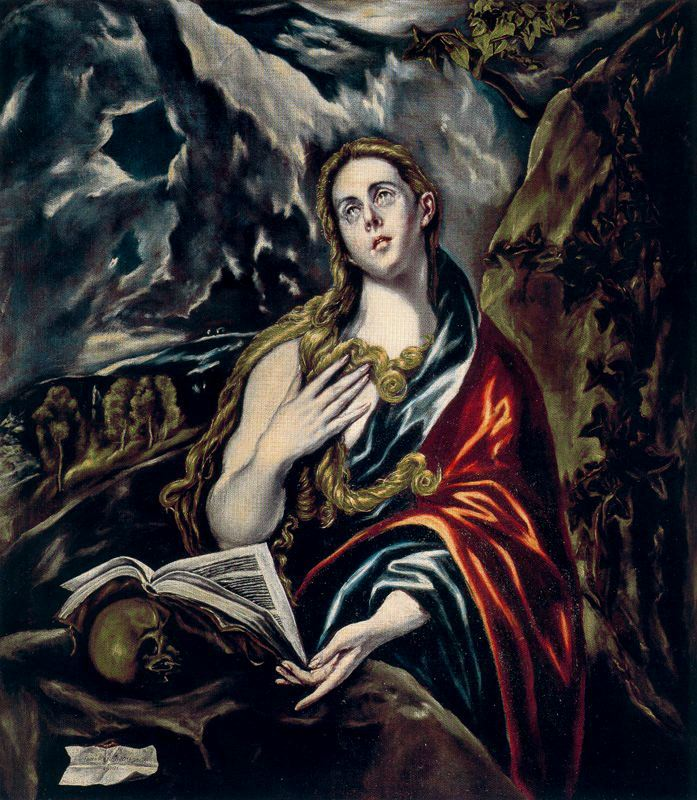
Pokutująca Maria Magdalena (1605 – 1610), 118 × 105 cm, kolekcja prywatna w Bilbao